# 心の鏡
「心の鏡」（こころのかがみ）は、SMAPの3枚目のシングル。1992年3月18日にビクター音楽産業（現：JVCケンウッド・ビクターエンタテインメント）から発売された。

## 概要
「心の鏡」は、歌詞を一般公募し、当時中学2年生の少女の詞が採用された。
「ミュージックステーション」で披露した際には、当時ジャニーズJr.でデビュー前のTOKIOがバックバンドとして出演していた。
「心の鏡」は『SMAP 002』に「TV MIX」として収録、オリジナル・ヴァージョンは『Smap Vest』に収録されている。
カップリングの「ZIGZAGバック・ストリート」はアルバム未収録。

## 収録曲
1. 心の鏡
作詞:福島優子 / 作曲:筒美京平 / 編曲:土方隆行
  - SMAP出演 Panasonic「おたっくす」CMソング
  - SMAP主演 VHS/DVD「オリジナル・ストーリー 心の鏡」挿入歌
  - SMAP主演 映画「シュート!」挿入歌
2. ZIGZAGバック・ストリート
作詞:森本抄夜子 / 作曲:羽田一郎 / 編曲:清水信之
3. 心の鏡（オリジナル・カラオケ）
4. ZIGZAGバック・ストリート（オリジナル・カラオケ）

## 予約特典
SMAPロゴ入りペンダント。

## 収録アルバム
- SMAP 002（#1）
  - アルバム・バージョンを収録。
- Smap Vest（#1）

## 映像作品
心の鏡
- SEXY SIX SHOW
- LIVE pamS
  - 稲垣が謹慎中の為4人で披露
- Live MIJ
  - 5人体制 初披露
- Pop Up! SMAP LIVE! 思ったより飛んじゃいました! ツアー
- Mr.S "saikou de saikou no CONCERT TOUR"（特典映像）
- Clip! Smap! コンプリートシングルス（PV映像）

ZIGZAGバック・ストリート
- SEXY SIX SHOW
- SMAP Winter Concert 1995-1996（VHS）